# L’Illustration

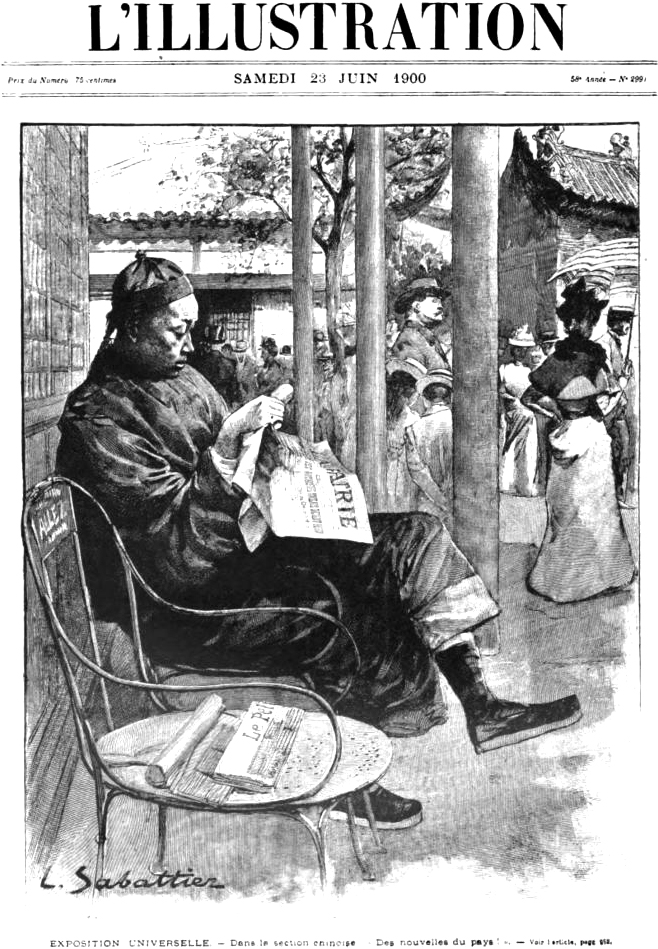
L’Illustration vom 23. Juni 1900

L’Illustration war eine französische Wochenzeitung, die vom 4. März 1843 bis 1944 erschien.

## Geschichte
Die Illustrierte L’Illustration wurde von den Journalisten Édouard Charton, Jacques-Julien Dubochet, Jean-Baptiste-Alexandre Paulin, dem Geographen Adolphe Joanne und dem Verleger Jean-Jacques Dubochet in Paris gegründet. Letzterer wurde ihr erster Chefredakteur und Herausgeber. Insgesamt erschienen 5293 Ausgaben mit circa 180.000 Seiten. L’Illustration gehört zu den frühesten illustrierten Zeitschriften und Zeitungen, vergleichbar der ein Jahr zuvor gegründeten The Illustrated London News und der Leipziger Illustrirten Zeitung, die fast dieselbe Erscheinungsdauer aufweist. 1891 publizierte L’Illustration erstmals in Frankreich eine Fotografie.
Im Zweiten Weltkrieg erschien die Zeitung nach der deutschen Besetzung weiter. Nach der Befreiung 1944 wurde das Blatt aufgrund der Kollaboration ihres Chefs Jacques de Lesdain verboten. Nach dem Wiedererscheinen 1945 unter dem Titel France-Illustration wurde die Zeitung 1955 endgültig eingestellt.